# Condado de Tarnów
Condado de Tarnów (polaco: powiat tarnowski) é um powiat (condado) da Polónia, na voivodia da Pequena Polónia. A sede do condado é a cidade de Tarnów. Estende-se por uma área de 1413,44 km², com 192 998 habitantes, segundo o censo de 2005, com uma densidade de 136,54 hab/km².

## Divisões admistrativas
O condado possui:
Comunas urbana-rurais: Ciężkowice, Ryglice, Tuchów, Wojnicz, Zakliczyn, Żabno
Comunas rurais: Gromnik, Lisia Góra, Pleśna, Radłów, Rzepiennik Strzyżewski, Skrzyszów, Szerzyny, Tarnów, Wierzchosławice, Wietrzychowice
Cidades: Ciężkowice, Ryglice, Tuchów, Wojnicz, Zakliczyn, Żabno

## Demografia
População (dados de 30 de Junho de 2005):
|          | Total   | Total | Mulheres | Mulheres | Homens  | Homens |
| -------- | ------- | ----- | -------- | -------- | ------- | ------ |
|          | pessoas | %     | pessoas  | %        | pessoas | %      |
| Total    | 192 998 | 100   | 97 424   | 50,5     | 95 574  | 49,5   |
| Cidades  | 15 965  | 100   | 8151     | 51,1     | 7814    | 48,9   |
| Povoados | 177 033 | 100   | 89 273   | 50,4     | 87 760  | 49,6   |